# サヨナラ東京
「サヨナラ東京」は、1964年7月15日に発売された坂本九のシングルである。

## 解説
「サヨナラ東京」は1964年の第18回夏季オリンピック東京大会開催を控え、“東京をテーマにした曲”の一つとして開幕3ヶ月前となる7月15日に東芝音楽工業（現・EMIミュージック・ジャパン）から発売された。
A面の「サヨナラ東京」とB面の「君が好き」の二曲とも、永六輔が作詞し、中村八大の作曲によるもので、坂本九の数々の曲を手がけた黄金コンビの作品でもある。坂本は「サヨナラ東京」で1964年の第15回NHK紅白歌合戦に出場している。
B面の「君が好き」は、NHK総合テレビジョンのバラエティ番組『夢であいましょう』の「今月の歌」（1964年4月）で発表されたもので、英語、フランス語、ドイツ語で「君が好き」というフレーズが書き連ねられている。
なお、坂本は東京オリンピックのウェルカム・パーティーに招かれ、上記二曲を歌唱している。
1965年5月時点で60万枚を売り上げている。

## 収録曲
（全作詞:永六輔、作曲・編曲:中村八大）
1. サヨナラ東京（TR-1099）
2. 君が好き

## カバー
- 2012年には、山崎まさよしがコマーシャルソング用に「君が好き」をカバーした。[3]山崎まさよしのシングル「太陽の約束」（UPCH-80267）、「アフロディーテ」（UPCH-80280）に収録されている。